# Eichtheorie
Unter einer Eichtheorie oder Eichfeldtheorie versteht man eine physikalische Feldtheorie, die einer lokalen Eichsymmetrie genügt.
Anschaulich bedeutet dies, dass die von der Theorie vorhergesagten Wechselwirkungen sich nicht ändern, wenn eine bestimmte Größe, die auch vom Ort abhängen kann, frei gewählt wird. Diese Möglichkeit, eine Größe an jedem Ort unabhängig festzulegen – zu eichen wie einen Maßstab – veranlasste den deutschen Mathematiker Hermann Weyl in den 1920er Jahren zur Wahl des Namens Eichsymmetrie bzw. Eichinvarianz.
Man unterscheidet lokale von globalen Eichtransformationen, je nachdem ob die Transformation ortsabhängig ist (lokal) oder nicht (global). Eichfelder treten bei lokalen Eichtransformationen auf und stellen die Invarianz des dynamischen Systems bei lokalen Eichtransformationen sicher.

## Geschichte
Das Vektorpotential wurde schon im 19. Jahrhundert in der elektrodynamischen Theorie verwendet, z. B. von Franz Ernst Neumann (1847), Gustav Kirchhoff (1857) und Hermann von Helmholtz (1870 bis 1874). Letzterer war schon nahe an der Entdeckung der Invarianz unter Eichtransformationen und führte eine Lorenz-Eichung ein, allerdings nur für quasistatische Probleme.
Die Invarianz unter Eichtransformationen wurde auch von James Clerk Maxwell z. B. in seinem Hauptwerk Treatise on Electricity and Magnetism formuliert, doch noch nicht in allgemeinster Form (er bevorzugte die Coulomb-Eichung). Die Lorenz-Eichung für volle retardierte Potentiale stammt von Ludvig Lorenz (1867) und wurde außerdem rund 25 Jahre später von Hendrik Antoon Lorentz dargestellt.
Die moderne Auffassung einer Eichtheorie als Folge eines lokal veränderlichen Phasenfaktors der Wellenfunktion wird meist Hermann Weyl (1929) zugeschrieben, findet sich aber auch schon 1926 von Wladimir Fock formuliert. Das geschah im Rahmen der Diskussion der relativistischen Wellengleichung für massive spinlose Teilchen, wobei das Vektorpotential über die minimale Kopplung (siehe unten) einfließt. Gleichzeitig mit Fock veröffentlichten Erwin Schrödinger und Oskar Klein entsprechende Arbeiten.
Weyl hatte schon 1919 vor der Entwicklung der Quantenmechanik im Rahmen eines Versuchs der Erweiterung der Allgemeinen Relativitätstheorie, die auch die Elektrodynamik umfasst, einen lokal veränderlichen Längenmaßstab als Eichfaktor eingeführt. Durch eine Umformulierung auf komplexe Phasen im Rahmen der Quantenmechanik gab er 1929 die Formulierung von Eichtheorien im heutigen Sinn, was unabhängig auch zuvor schon Fritz London getan hatte.
Die Elektrodynamik ist der einfachste Fall einer Eichtheorie mit abelscher Eichgruppe U(1), den Fall nichtabelscher Eichgruppen (Yang-Mills-Theorie, nichtabelsche Eichtheorie) behandelten zuerst Chen Ning Yang und Robert L. Mills 1954.

## Eichtheorien in der Physik der Elementarteilchen
Die moderne Teilchenphysik ist bestrebt, das Verhalten der elementaren Teilchen aus möglichst einfachen ersten Prinzipien abzuleiten. Ein nützliches Hilfsmittel ist dabei die Forderung nach einer Gruppe von Transformationen (z. B. Rotationen) der beteiligten Felder, unter der die Dynamik der Teilchen invariant bleibt. Diese Symmetrie oder Eichfreiheit schränkt die Gestalt der zu konstruierenden Lagrangedichte enorm ein und hilft so bei der Konstruktion der gesuchten Theorie.
Allgemein lässt sich in einer Eichtheorie eine kovariante Ableitung definieren, aus dieser ein Feldstärketensor und somit eine Lagrangedichte und eine Wirkung konstruieren, aus der sich per Variation die Bewegungsgleichungen und Erhaltungsgrößen ergeben.
Das Standardmodell der Elementarteilchenphysik enthält zwei solcher Eichtheorien:
- die Theorie der elektroschwachen Wechselwirkung mit der Symmetriegruppe {\displaystyle SU(2)_{I}\times U(1)_{Y}} und
- die Theorie der starken Wechselwirkung mit der Symmetriegruppe {\displaystyle SU(3)\,\!_{C}}.

Das Noether-Theorem garantiert, dass jedem Teilchen, das der zu beschreibenden Wechselwirkung unterliegt, eindeutig eine erhaltene Ladung zugeordnet werden kann, z. B. elektrische Ladung {\displaystyle Q}, Hyperladung {\displaystyle Y}, schwacher Isospin {\displaystyle I_{3}}, Farbladung {\displaystyle C}.
Es gibt auch eine Eichtheorie-Formulierung der Gravitation, sowohl der Allgemeinen Relativitätstheorie (ART) als auch erweiterter Theorien. Das erkannte zuerst Ryoyu Utiyama 1956, der die Lorentzgruppe {\displaystyle SO(3,1)} als Eichgruppe benutzte. Das war noch nicht vollständig korrekt, die korrekte Eichgruppe ist die Poincaré-Gruppe (die auch Translationen einbezieht), wie Dennis Sciama und T. W. B. Kibble 1961 erkannten. In diesen Zusammenhang fügte sich auch die Einstein-Cartan-Theorie als Verallgemeinerung der ART ein (bei ihr ist der Spin von Materie mit der Torsion der Raumzeit verbunden, analog der Verbindung von Energie-Impuls mit dem Riemannschen Krümmungstensor in der ART).

## Eichtheorie am Beispiel der Elektrodynamik

### Eichsymmetrie der Bewegungsgleichung von Punktteilchen
Die Energie eines Teilchens in einem äußeren statischen Potenzial lässt sich schreiben als
{\displaystyle E={\frac {1}{2}}m{\vec {v}}^{\,2}+V({\vec {x}})}
mit vorgegebenem Potenzial {\displaystyle V({\vec {x}})}.
Definiert man nun den Impuls als
{\displaystyle {\vec {p}}=m{\vec {v}}},
so kann man die Energie auch schreiben als
{\displaystyle E={\frac {{\vec {p}}^{\,2}}{2m}}+V({\vec {x}})}.
Wenn man nach der hamiltonschen Mechanik die Energie als Funktion von Ort und Impuls beschreibt, also
{\displaystyle E=H({\vec {x}},{\vec {p}})}
dann erhält man aus deren Ableitungen die Bewegungsgleichungen:
{\displaystyle {\dot {x}}_{i}={\frac {\partial H}{\partial p_{i}}}}
{\displaystyle {\dot {p}}_{i}=-{\frac {\partial H}{\partial x_{i}}}}
Für die oben genannte Energie ergibt das:
{\displaystyle {\dot {x}}_{i}={\frac {p_{i}}{m}}=v_{i}}
{\displaystyle {\dot {p}}_{i}=-{\frac {\partial V}{\partial x_{i}}}=F_{i}}
Wenn man zum Potenzial und zum Impuls jeweils noch einen konstanten Term hinzufügt, also definiert:
{\displaystyle V_{1}({\vec {x}})=V({\vec {x}})+V_{0}}
{\displaystyle {\vec {p}}_{1}=m{\vec {v}}+{\vec {p}}_{0}}
und dann die Bewegung des Teilchens mittels der „Index-1-Größen“ beschreibt, so lautet die Energie
{\displaystyle E={\frac {|{\vec {p}}_{1}-{\vec {p}}_{0}|^{2}}{2m}}+V_{1}({\vec {x}})-V_{0}}
und die Bewegungsgleichungen sind:
{\displaystyle {\dot {x}}_{i}={\frac {\partial H}{\partial (p_{1})_{i}}}={\frac {(p_{1})_{i}-(p_{0})_{i}}{m}}=v_{i}}
{\displaystyle ({\dot {p}}_{1})_{i}=-{\frac {\partial V}{\partial x_{i}}}=F_{i}}
Da außerdem
{\displaystyle {\dot {\vec {p}}}={\dot {\vec {p}}}_{1}}
gilt (denn Konstanten verschwinden ja in der Ableitung), sind das genau dieselben Bewegungsgleichungen.
Es ist also möglich, sowohl für die Energie als auch für den Impuls einen konstanten Summanden festzulegen, ohne die dadurch beschriebene Physik zu verändern. Diese Eigenschaft nennt man globale Eichsymmetrie.
Nun stellt sich die Frage, ob man stattdessen auch nichtkonstante Größen addieren kann, ohne die Bewegungsgleichungen zu verändern, also allgemein
{\displaystyle V_{1}(x)=V(x)+q\phi (x,t)\,}
{\displaystyle {\vec {p}}_{1}(x)=m{\vec {v}}+q{\vec {A}}(x,t),}
wobei die Konstante q herausgezogen wurde, weil es sich nachher als praktisch erweisen wird; für die Argumentation hat diese Tatsache aber keine Bedeutung.
Es ist unmittelbar klar, dass es nicht möglich ist, beliebige Funktionen für {\displaystyle \phi } und {\displaystyle {\vec {A}}} zu verwenden, da z. B. ein beliebiges {\displaystyle \phi } wie ein zusätzliches Potenzial wirkt. Nimmt man für beide Größen beliebige Funktionen an, so zeigt Nachrechnen, dass die Bewegungsgleichungen gegeben sind durch:
{\displaystyle {\dot {\vec {x}}}={\vec {v}}}
{\displaystyle {\dot {\vec {p}}}=q{\vec {v}}\times \operatorname {rot} \,\,{\vec {A}}-q\,{\frac {\partial {\vec {A}}}{\partial t}}-q\,\operatorname {grad} \,\,\phi -\operatorname {grad} \,\,V({\vec {x}})}
Dies sind aber gerade die Bewegungsgleichungen, die man erwarten würde, wenn das Teilchen die Ladung q hat und sich außer im Potenzial V auch noch im elektrischen Feld
{\displaystyle {\vec {E}}=-{\frac {\partial {\vec {A}}}{\partial t}}-\operatorname {grad} \,\,\phi }
und im magnetischen Feld
{\displaystyle {\vec {B}}=\operatorname {rot} \,\,{\vec {A}}}
bewegt.
Die Bewegung wird nun nicht geändert, wenn eine Änderung von {\displaystyle \phi } und {\displaystyle {\vec {A}}} zu {\displaystyle \phi '=\phi +\delta \phi } und {\displaystyle {\vec {A}}'={\vec {A}}+\delta {\vec {A}}} die Felder {\displaystyle {\vec {E}}} und {\displaystyle {\vec {B}}} nicht ändert (also insbesondere die Felder auf null lässt, wenn sie vorher null waren). Das bedeutet, dass {\displaystyle \delta \phi } und {\displaystyle \delta {\vec {A}}} die Gleichungen {\displaystyle \textstyle \operatorname {rot} \delta {\vec {A}}=0} und {\displaystyle \textstyle \partial _{t}\delta {\vec {A}}+\operatorname {grad} \delta \phi =0} erfüllen müssen. Da die Rotation eines Gradientenfeldes stets null ist, ist klar, dass die erste dieser Gleichungen erfüllt ist (und daher das magnetische Feld unverändert bleibt), wenn für {\displaystyle \delta {\vec {A}}} der Gradient einer beliebigen zeit- und ortsabhängigen Funktion gewählt wird. Um die zweite Gleichung zu erfüllen, muss man dann als {\displaystyle -\delta \phi } die Zeitableitung dieser Funktion setzen, also das Potenzial entsprechend verringern. Wählt man also die Orts- und negative Zeitableitung ein und derselben Funktion als {\displaystyle \delta {\vec {A}}} und {\displaystyle \delta \phi }, ändern sich die Bewegungsgleichungen für das Teilchen nicht. Durch eine solche Wahl ist daher eine lokale Eichsymmetrie gegeben.

### Eichsymmetrie der quantenmechanischen Wellenfunktion
In der Quantenmechanik werden Teilchen nicht mehr durch Ort und Impuls, sondern durch die sogenannte Wellenfunktion {\displaystyle \psi ({\vec {x}},t)} beschrieben. Diese ist ein Feld, also eine Funktion von Raum und Zeit, und im Allgemeinen komplex (z. B. ist sie in der nichtrelativistischen Schrödingergleichung ein komplexer Skalar und in der Dirac-Gleichung ein komplexer Spinor). Allerdings ist sie nicht eindeutig: Die Wellenfunktionen {\displaystyle \psi ({\vec {x}},t)} und {\displaystyle \mathrm {e} ^{\mathrm {i} \phi }\psi ({\vec {x}},t)} mit beliebig gewähltem, reellen {\displaystyle \phi } beschreiben beide denselben Zustand. Hierbei handelt es sich wiederum um eine globale Symmetrie. Mathematisch wird diese Symmetrie durch die Lie-Gruppe U(1) beschrieben, denn diese besteht genau aus den Zahlen {\displaystyle \mathrm {e} ^{\mathrm {i} \phi }}.
Wie vorher im Fall der klassischen Bewegungsgleichung stellt sich hier die Frage, ob man statt der globalen Phase auch eine orts- und zeitabhängige Phase einführen könnte. Nun treten jedoch in der Bewegungsgleichung der Wellenfunktion (Schrödingergleichung, Dirac-Gleichung etc.) partielle Ableitungen auf, die bei der so veränderten Wellenfunktion zu Zusatztermen führen:
{\displaystyle {\frac {\partial }{\partial t}}\left(\mathrm {e} ^{\mathrm {i} \phi ({\vec {x}},t)}\psi ({\vec {x}},t)\right)=\mathrm {e} ^{\mathrm {i} \phi ({\vec {x}},t)}{\frac {\partial }{\partial t}}\psi ({\vec {x}},t)+\mathrm {i} {\frac {\partial \phi ({\vec {x}},t)}{\partial t}}\mathrm {e} ^{\mathrm {i} \phi ({\vec {x}},t)}\psi ({\vec {x}},t)}
{\displaystyle {\frac {\partial }{\partial x_{i}}}\left(\mathrm {e} ^{\mathrm {i} \phi ({\vec {x}},t)}\psi ({\vec {x}},t)\right)=\mathrm {e} ^{\mathrm {i} \phi ({\vec {x}},t)}{\frac {\partial }{\partial x_{i}}}\psi ({\vec {x}},t)+\mathrm {i} {\frac {\partial \phi ({\vec {x}},t)}{\partial x_{i}}}\mathrm {e} ^{\mathrm {i} \phi ({\vec {x}},t)}\psi ({\vec {x}},t)}
Diese Beziehungen kann man auch so interpretieren, dass die partiellen Orts- und Zeitableitungen durch die Ableitungsoperatoren
{\displaystyle \operatorname {D} _{t}={\frac {\partial }{\partial t}}+\mathrm {i} {\frac {\partial \phi ({\vec {x}},t)}{\partial t}}}
{\displaystyle \operatorname {D} _{x_{i}}={\frac {\partial }{\partial x_{i}}}+\mathrm {i} {\frac {\partial \phi ({\vec {x}},t)}{\partial x_{i}}}}
ersetzt werden. Der Zusammenhang mit dem elektromagnetischen Feld erschließt sich, wenn man die Form der Schrödingergleichung betrachtet:
{\displaystyle \mathrm {i} \hbar {\frac {\partial }{\partial t}}\psi ({\vec {x}},t)={\hat {H}}\psi ({\vec {x}},t),}
wobei im Hamiltonoperator {\displaystyle {\hat {H}}} die Ortsableitungen über die Komponenten des Impulsoperators
{\displaystyle {\hat {p}}_{i}=-\mathrm {i} \hbar {\frac {\partial }{\partial x_{i}}}}
auftreten. Ersetzen wir im Impulsoperator nun {\displaystyle {\frac {\partial }{\partial x_{i}}}} durch {\displaystyle \operatorname {D} _{x_{i}}}, so erhalten wir:
{\displaystyle {\hat {p}}_{i}=-\mathrm {i} \hbar \operatorname {D} _{x_{i}}=-\mathrm {i} \hbar {\frac {\partial }{\partial x_{i}}}+\hbar {\frac {\partial \phi ({\vec {x}},t)}{\partial x_{i}}}}
Es tritt also ein zusätzlicher Summand auf, der wie ein Beitrag zum elektromagnetischen Vektorpotential {\displaystyle {\vec {A}}} aussieht. Analog ergibt sich beim Einsetzen von {\displaystyle \operatorname {D} _{t}} in die Schrödingergleichung ein zusätzlicher Potentialterm der Form {\displaystyle {\frac {\partial \phi ({\vec {x}},t)}{\partial t}}}. Diese zusätzlichen elektromagnetischen Potentiale erfüllen aber gerade die Eichbedingung für elektromagnetische Felder, sodass die Physik in der Tat durch die lokale Phase nicht beeinflusst wird, sondern nur in der Beschreibung die elektromagnetischen Potentiale angepasst werden müssen.
Im Zusammenhang mit Beziehungen der Art {\displaystyle {\vec {p}}\to {\vec {p}}+q{\vec {A}}} spricht man oft von „minimaler Kopplung“.

## Eichtheorien in der Mathematik
In der Mathematik spielen Eichtheorien ebenfalls eine bedeutende Rolle bei der Klassifikation vierdimensionaler Mannigfaltigkeiten. So konnten Edward Witten und Nathan Seiberg 1994 mit eichtheoretischen Methoden topologische Invarianten definieren, die Seiberg-Witten-Invarianten.

### Artikel
- Gerard ’t Hooft: Gauge Theories of the Forces between Elementary Particles. In: Scientific American. Band 242, Nr. 6, 1980, S. 104–141, JSTOR:24966349 (englisch).
- Gerard ’t Hooft: Nobel Lecture: A confrontation with infinity. In: Reviews of Modern Physics. Band 72, Nr. 2, 1. April 2000, S. 333–339, doi:10.1103/RevModPhys.72.333 (englisch).

### Bücher
- Mark J.D. Hamilton: Mathematical Gauge Theory (= Universitext). Springer International Publishing, Cham 2017, ISBN 978-3-319-68438-3, doi:10.1007/978-3-319-68439-0 (englisch).
- Stefan Scherer: Eichtheorien. In: Symmetrien und Gruppen in der Teilchenphysik. Springer Berlin Heidelberg, Berlin, Heidelberg 2016, ISBN 978-3-662-47733-5, S. 287–317, doi:10.1007/978-3-662-47734-2_7.
- Helga Baum: Eichfeldtheorie: Eine Einführung in die Differentialgeometrie auf Faserbündeln. Springer Berlin Heidelberg, Berlin, Heidelberg 2014, ISBN 978-3-642-38538-4, doi:10.1007/978-3-642-38539-1.
- Richard Healey: Gauging What’s Real. Oxford University Press, 2007, ISBN 978-0-19-928796-3, doi:10.1093/acprof:oso/9780199287963.001.0001.
- Stefan Pokorski: Gauge Field Theories. 2. Auflage. Cambridge University Press, 2000, ISBN 978-0-521-47245-6, doi:10.1017/CBO9780511612343 (archive.org).
- Taichiro Kugo: Eichtheorie. Springer Berlin Heidelberg, Berlin, Heidelberg 1997, ISBN 978-3-642-63860-2, doi:10.1007/978-3-642-59128-0.
- Peter Schmüser: Feynman-Graphen und Eichtheorien für Experimentalphysiker. Springer Berlin Heidelberg, Berlin, Heidelberg 1995, ISBN 978-3-540-58486-5, doi:10.1007/978-3-642-57766-6.
- David Bailin, A. Love: Introduction to Gauge Field Theory (= Graduate student series in physics). Rev. ed. Institute of Physics Pub, Bristol ; Philadelphia 1993, ISBN 978-0-85274-817-6 (englisch, routledge.com).
- Dietmar Ebert: Eichtheorien. VCH, Weinheim 1989, ISBN 978-3-527-27819-0.
- Ta-Pei Cheng, Ling-Fong Li: Gauge Theory of Elementary Particle Physics (= Oxford science publications). Clarendon Press ; Oxford University Press, Oxford [Oxfordshire] : New York 1984, ISBN 978-0-19-851956-0 (englisch, oapen.org).
- Peter Becher, Manfred Böhm, Hans Joos: Eichtheorien der starken und elektroschwachen Wechselwirkung (= Teubner-Studienbücher: Physik). Teubner, Stuttgart 1981, ISBN 978-3-519-03045-4.

### Historische Informationen
- J. D. Jackson, L. B. Okun: Historical roots of gauge invariance. In: Reviews of Modern Physics. Band 73, Nr. 3, 14. September 2001, S. 663–680, doi:10.1103/RevModPhys.73.663 (englisch).
- Lochlain O’Raifeartaigh, Norbert Straumann: Early History of Gauge Theories and Kaluza-Klein Theories, with a Glance at Recent Developments. 5. April 1999, arxiv:hep-ph/9810524 (englisch).
- L. O’Raifeartaigh: The Dawning of Gauge Theory (= Princeton series in physics). Princeton University Press, Princeton, NJ 1997, ISBN 978-0-691-21511-2 (englisch).